# Аннеке фон дер Ліппе
Аннеке фон дер Ліппе (22 липня 1964, Осло, Норвегія) — норвезька акторка театру та кіно. Закінчила Національну театральну академію Норвегії у 1988 році.

## Вибіркова фільмографія
- Тільки хмари закривають небо (1998)
- Крила кажана (1992)